# Halterofilismo nos Jogos Olímpicos de Verão da Juventude de 2014
O halterofilismo nos Jogos Olímpicos de Verão da Juventude de 2014 aconteceram de 17 a 23 de Agosto no Centro Internacional de Exposições de Nanquim em Nanquim, China.

## Qualificação
Cada Comitê Olímpico Nacional (CON) pôde enviar um máximo de dois atletas de cada sexo, e um por cada evento. Como anfitriões, a China teve direito às quatro vagas, mas só selecionou um participante de cada sexo. Outros onze lugares de rapazes e nove lugares de moças seriam decididos pela Comissão Tripartida, mas apenas nove (rapazes) e seis (moças) foram selecionadas, com as restantes posições redistribuídas. Um wildcard masculino da Comissão Tripartida foi dado à Serra Leoa, que foi forçada a desistir do evento devido ao surto de ébola. Os outros 86 lugares foram decididos pelo ranking da modalidade, o Campeonatos Mundial da Juventude de 2013 e os cinco torneios de qualificação continentais.
Para poderem participar nas Olimpíadas da Juventude, os atletas têm que ter nascido entre 1 de Janeiro de 1997 e 31 de Dezembro de 1999.
Masculino
| Evento                                        | Local     | Data                            | Total de vagas | Qualificados |
| --------------------------------------------- | --------- | ------------------------------- | -------------- | --- |
| País-sede                                     | -         | -                               | 1              | CHN China |
| Campeonato Mundiais da Juventude de 2013      | Tasquente | 6 a 13 de Abril de 2013         | 2              | ARM Armênia KAZ Cazaquistão EGY Egito IND Índia IRI Irã MEX México ROU Romênia RUS Rússia UZB Uzbequistão                                    |
| Campeonato Mundiais da Juventude de 2013      | Tasquente | 6 a 13 de Abril de 2013         | 1              | COL Colômbia PRK Coreia do Norte POL Polônia THA Tailândia UKR Ucrânia VEN Venezuela VIE Vietnã                                              |
| Campeonato Asiático da Juventude de 2014      | Bang Saen | 4 a 12 de Março de 2014         | 1              | KOR Coreia do Sul INA Indonésia KGZ Quirguistão SYR Síria TPE Taipé Chinês                                                                   |
| Campeonato Africano da Juventude de 2014      | Túnis     | 15 a 22 de Abril de 2014        | 1              | ALG Argélia LBA Líbia MAR Marrocos TUN Tunísia                                                                                               |
| Campeonato Europeu da Juventude de 2014       | Ciechanów | 28 de Abril a 3 de Maio de 2014 | 1              | GER Alemanha BUL Bulgária FRA França ITA Itália TUR Turquia                                                                                  |
| Campeonato Pan-americano da Juventude de 2014 | Chiclayo  | 7 a 11 de Maio de 2014          | 1              | ECU Equador USA Estados Unidos PER Peru DOM República Dominicana                                                                             |
| Campeonato da Juventude da Oceania de 2014    | Mont Dore | 25 a 31 de Maio de 2014         | 1              | AUS Austrália FIJ Fiji NZL Nova Zelândia PNG Papua-Nova Guiné                                                                                |
| Wildcard                                      | -         | -                               | 1              | IRQ Iraque KIR Kiribati FSM Estados Federados da Micronésia NRU Nauru NCA Nicarágua PAK Paquistão SLE Serra Leoa TGA Tonga TKM Turcomenistão |
| Redistribuição                                | -         | -                               | 1              | KSA Arábia Saudita KEN Quênia SRB Sérvia |
| TOTAL                                         |           |                                 | 60             | |

Feminino
| Evento                                        | Local     | Data                            | Total de vagas | Qualificados                                                                                       |
| --------------------------------------------- | --------- | ------------------------------- | -------------- | -------------------------------------------------------------------------------------------------- |
| País-sede                                     | -         | -                               | 1              | CHN China                                                                                          |
| Campeonato Mundial da Juventude de 2013       | Tasquente | 6 a 13 de Abril de 2013         | 2              | KAZ Cazaquistão PRK Coreia do Norte MEX México ROU Romênia RUS Rússia THA Tailândia VIE Vietnã     |
| Campeonato Mundial da Juventude de 2013       | Tasquente | 6 a 13 de Abril de 2013         | 1              | COL Colômbia EGY Egito ECU Equador INA Indonésia MYA Mianmar POL Polônia UKR Ucrânia VEN Venezuela |
| Campeonato Asiático da Juventude de 2014      | Bang Saen | 4 a 12 de Março de 2014         | 1              | IND Índia MGL Mongólia TPE Taipé Chinês UZB Uzbequistão                                            |
| Campeonato Africano da Juventude de 2014      | Túnis     | 15 a 22 de Abril de 2014        | 1              | ALG Argélia MAR Marrocos TUN Tunísia                                                               |
| Campeonato Europeu da Juventude de 2014       | Ciechanów | 28 de Abril a 3 de Maio de 2014 | 1              | ARM Armênia BUL Bulgária ITA Itália TUR Turquia                                                    |
| Campeonato Pan-americano da Juventude de 2014 | Chiclayo  | 7 a 11 de Maio de 2014          | 1              | BRA Brasil USA Estados Unidos PER Peru                                                             |
| Campeonatos da Oceania da Juventude de 2014   | Mont Dore | 25 a 31 de Maio de 2014         | 1              | AUS Austrália FIJ Fiji PNG Papua-Nova Guiné                                                        |
| Wildcard                                      | -         | -                               | 1              | BAN Bangladesh SOL Ilhas Salomão GHA Gana MAD Madagascar MLT Malta SEY Seicheles                   |
| Redistribuição                                | -         | -                               | 1              | ARG Argentina CHI Chile HUN Hungria LAT Letônia                                                    |
| TOTAL                                         |           |                                 | 50             | |

## Calendário
O calendário foi publicado pelo Comitê Organizador dos Jogos Olímpicos da Juventude de Nanquim.
Todos os horários são na Hora Padrão Chinesa (UTC+8).
| Data         | Dia da semana | Hora de início | Evento          |
| ------------ | ------------- | -------------- | --------------- |
| 17 de Agosto | Domingo       | 14:30          | Feminino -48kg  |
| 17 de Agosto | Domingo       | 18:00          | Masculino -56kg |
| 18 de Agosto | 2ª Feira      | 14:30          | Feminino -53kg  |
| 18 de Agosto | 2ª Feira      | 18:00          | Masculino -62kg |
| 19 de Agosto | 3ª Feira      | 14:30          | Feminino -58kg  |
| 19 de Agosto | 3ª Feira      | 18:00          | Masculino -69kg |
| 21 de Agosto | 5ª Feira      | 14:30          | Feminino -63kg  |
| 21 de Agosto | 5ª Feira      | 18:00          | Masculino -77kg |
| 22 de Agosto | 6ª Feira      | 14:30          | Feminino +63kg  |
| 22 de Agosto | 6ª Feira      | 18:00          | Masculino -85kg |
| 23 de Agosto | Sábado        | 18:00          | Masculino +85kg |

## Medalhistas
Masculino
| Evento          | Ouro                            | Prata                              | Bronze                             |
| --------------- | ------------------------------- | ---------------------------------- | ---------------------------------- |
| 56 kg detalhes  | Meng Cheng CHN China            | Nguyễn Trần Anh Tuấn VIE Vietnã    | Adkhamjon Ergashev UZB Uzbequistão |
| 62 kg detalhes  | Pak Jong-ju PRK Coreia do Norte | Sakda Meeboon THA Tailândia        | Mirko Zanni ITA Itália             |
| 69 kg detalhes  | Bojidar Andreev BUL Bulgária    | Viacheslav Iarkin RUS Rússia       | Andrés Caicedo COL Colômbia        |
| 77 kg detalhes  | Hakob Mkrtchyan ARM Armênia     | Venkat Ragala IND Índia            | Zhaslan Kaliyev KAZ Cazaquistão    |
| 85 kg detalhes  | Khetag Khugaev RUS Rússia       | Farkhodbek Sobirov UZB Uzbequistão | Mohamed Shosha EGY Egito           |
| +85 kg detalhes | Simon Martirossian ARM Armênia  | Tamaš Kajdoči SRB Sérvia           | Anthony Coullet FRA França         |

Feminino
| Evento          | Ouro                                 | Prata                             | Bronze                            |
| --------------- | ------------------------------------ | --------------------------------- | --------------------------------- |
| 48 kg detalhes  | Jiang Huihua CHN China               | Ru Song-gum PRK Coreia do Norte   | Rebeka Koha LAT Letônia           |
| 53 kg detalhes  | Rattanaphon Pakkaratha THA Tailândia | Jong Chun-hui PRK Coreia do Norte | Nouha Landousli TUN Tunísia       |
| 58 kg detalhes  | Chiang Nien-hsin TPE Taipé Chinês    | Anastasiia Petrova RUS Rússia     | Sasha Nievas ARG Argentina        |
| 63 kg detalhes  | Sara Ahmed EGY Egito                 | Ana Lilia Durán MEX México        | Sofiya Zenchenko UKR Ucrânia      |
| +63 kg detalhes | Duanganksorn Chaidee THA Tailândia   | Svetlana Shcherbakova RUS Rússia  | Tatyana Kapustina KAZ Cazaquistão |

## Quadro de medalhas
| Ordem | País                | Medalha de ouro | Medalha de prata | Medalha de bronze |    |
| ----- | ------------------- | --------------- | ---------------- | ----------------- | -- |
| 1     | THA Tailândia       | 2               | 1                |                   | 3  |
| 2     | ARM Armênia         | 2               |                  |                   | 2  |
|       | CHN China           | 2               |                  |                   | 2  |
| 4     | BUL Bulgária        | 1               |                  |                   | 1  |
|       | TPE Taipé Chinês    | 1               |                  |                   | 1  |
| 6     | RUS Rússia          | 1               |                  | 4                 | 4  |
| 7     | PRK Coreia do Norte | 1               |                  | 3                 | 3  |
| 8     | EGY Egito           | 1               | 1                | 2                 | 2  |
| 9     | UZB Uzbequistão     |                 | 1                | 2                 | 2  |
| 10    | IND Índia           |                 | 1                |                   | 1  |
|       | MEX México          |                 | 1                |                   | 1  |
|       | SRB Sérvia          |                 | 1                |                   | 1  |
|       | VIE Vietnã          |                 | 1                |                   | 1  |
| 14    | KAZ Cazaquistão     |                 |                  | 2                 | 2  |
| 15    | ARG Argentina       |                 |                  | 1                 | 1  |
|       | COL Colômbia        |                 |                  | 1                 | 1  |
|       | FRA França          |                 |                  | 1                 | 1  |
|       | ITA Itália          |                 |                  | 1                 | 1  |
|       | LAT Letônia         |                 |                  | 1                 | 1  |
|       | TUN Tunísia         |                 |                  | 1                 | 1  |
|       | UKR Ucrânia         |                 |                  | 1                 | 1  |
| TOTAL | TOTAL               | 11              | 11               | 11                | 33 |